# Lormaye

Lormaye este o comună în departamentul Eure-et-Loir, Franța. În 1 ianuarie 2022 avea o populație de 683 de locuitori.